# México en los Juegos Paralímpicos de Toronto 1976
México estuvo representado en los Juegos Paralímpicos de Toronto 1976 por un total de 32 deportistas, 24 hombres y ocho mujeres.

## Medallistas
El equipo paralímpico mexicano obtuvo las siguientes medallas:
| Nombre                                                        | Deporte       | Evento                           |
| ------------------------------------------------------------- | ------------- | -------------------------------- |
| Oro                                                           |               |                                  |
| Josefina Cornejo                                              | Atletismo     | 60 m 1A femenino                 |
| Josefina Cornejo                                              | Atletismo     | Disco 1A femenino                |
| Josefina Cornejo                                              | Atletismo     | Maza 1A femenino                 |
| Josefina Cornejo                                              | Atletismo     | Pentatlón 1A femenino            |
| Martha Sandoval                                               | Atletismo     | 60 m 1B femenino                 |
| Martha Sandoval                                               | Atletismo     | Disco 1B femenino                |
| Martha Sandoval                                               | Atletismo     | Maza 1B femenino                 |
| Eusebio Valdez                                                | Atletismo     | 200 m 2 masculino                |
| Eusebio Valdez                                                | Atletismo     | 400 m 2 masculino                |
| Eusebio Valdez                                                | Atletismo     | Eslalon 2 masculino              |
| Juan Almaraz                                                  | Atletismo     | 60 m 1A masculino                |
| Juan Almaraz                                                  | Atletismo     | Eslalon 1A masculino             |
| Eduardo Monsalvo                                              | Atletismo     | 60 m 1B masculino                |
| Eduardo Monsalvo                                              | Atletismo     | Eslalon 1B masculino             |
| Rubén Vázquez                                                 | Atletismo     | Maza 1A masculino                |
| Eduardo Monsalvo                                              | Natación      | 25 m braza 1B masculino          |
| Plata                                                         |               |                                  |
| Concepción Salguero                                           | Atletismo     | 200 m 2 femenino                 |
| Concepción Salguero                                           | Atletismo     | 400 m 2 femenino                 |
| Lourdes Morales                                               | Atletismo     | Eslalon 1A femenino              |
| Josefina Cornejo                                              | Atletismo     | Maza de precisión 1A-1B femenino |
| Francisco de las Fuentes                                      | Atletismo     | 60 m 1A masculino                |
| Eusebio Valdez                                                | Atletismo     | 100 m 2 masculino                |
| Sergio Zepeda                                                 | Atletismo     | 400 m 3 masculino                |
| René Corona                                                   | Atletismo     | 1500 m 4 masculino               |
| Equipo                                                        | Atletismo     | 4 × 40 m A-C masculino           |
| Martha Sandoval                                               | Natación      | 25 m braza 1B femenino           |
| Martha Sandoval                                               | Natación      | 25 m espalda 1B femenino         |
| Josefina Cornejo                                              | Natación      | 25 m espalda 1A femenino         |
| Antonio Castello                                              | Natación      | 100 m espalda 6 masculino        |
| Martha Sandoval                                               | Tenis de mesa | Individual 1C femenino           |
| Bronce                                                        |               |                                  |
| Lourdes Morales                                               | Atletismo     | 60 m 1A femenino                 |
| Concepción Salguero                                           | Atletismo     | 60 m 2 femenino                  |
| René Corona Eusebio Valdez Roberto Vargas Sergio Zepeda       | Atletismo     | 4 × 60 m 2-5 masculino           |
| Rubén Vázquez                                                 | Atletismo     | Disco 1A masculino               |
| Rubén Vázquez                                                 | Atletismo     | Peso 1A masculino                |
| Antonio Castello                                              | Natación      | 100 m mariposa 6 masculino       |
| Antonio Castello                                              | Natación      | 150 m estilos 6 masculino        |
| Eduardo Monsalvo                                              | Natación      | 25 m libre 1B masculino          |
| Antonio Castello René Corona Miguel Ángel Gaona Óscar Villela | Natación      | 4 × 50 m libre 2-6 masculino     |